# Іваськов Олександр Борисович
Іваськов Олександр Борисович (нар. 18 березня 1962, Нова Ушиця, Хмельницька обл.) — український самбіст, Заслужений тренер України з боротьби самбо (2006 р.)

## Біографія
Закінчив місцеву середню школу в 1979 році, після якої вступив до Кам'янець-Подільського державного педагогічного інституту ім. В. П. Затонського.
В 1982 році пішов служити до лав Радянської армії (м. Ленінград). Після служби в армії 1985 року повернувся до рідного вузу і цього ж року його закінчив.
Після закінчення факультету фізичного виховання Іваськов за наказом Міністерства освіти УРСР направлений на роботу в ЗОШ № 12 м. Кам'янця-Подільського.
У 1989 році переведений до ЗОШ № 17 м. Кам'янця-Подільського, де активно займався організаційно-спортивною роботою. Олександр Борисович також працював тренером у ДЮСШ № 2.
З 2000 року Іваськов працює тренером на кафедрі спорту і спортивних ігор Кам'янець-Подільського національного університету.